# ساریگاما
ساریگاما (انگلیسی: Saregama) شرکت خوشه‌ای هندی است، که در سال ۱۹۴۶ تأسیس شد.